# 데보라 블로시
데보라 블로시(Débora Bloch, 1963년 5월 29일 ~ )는 브라질의 배우이다.